# B92
B92 – serbski nadawca radiowy i telewizyjny.
Radio B92 zostało założone w 1989 roku, natomiast pokrewny kanał telewizyjny powstał w 2000 roku.